# Andreas Winkelmann

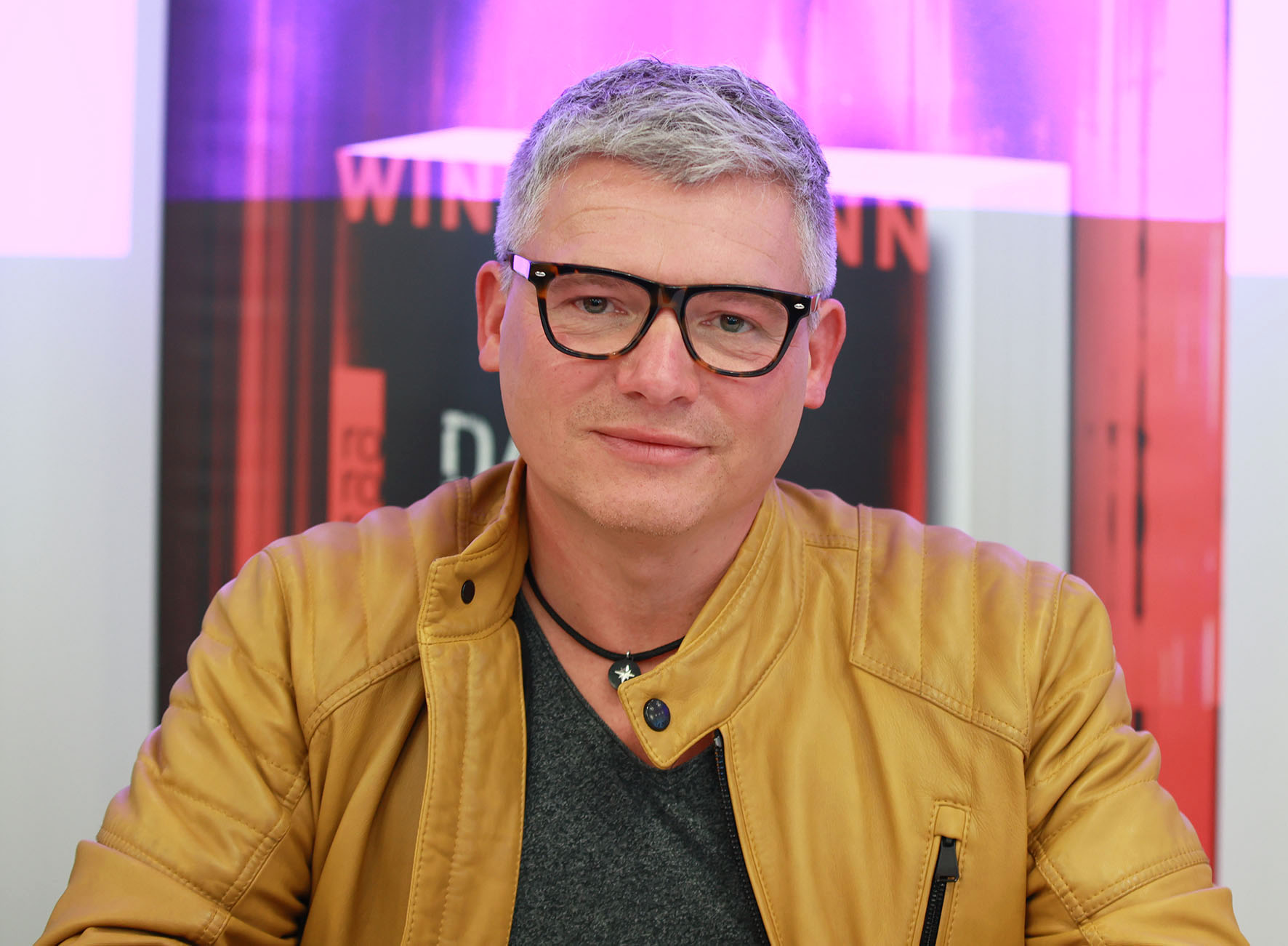
Andreas Winkelmann, Frankfurter Buchmesse 2022

Andreas Winkelmann (* 1968 in Liebenau, Niedersachsen) ist ein deutscher Schriftsteller und Thrillerautor. Er schreibt auch unter den Pseudonymen Frank Kodiak und Hendrik Winter.

## Leben und Werk
Schon in seiner Kindheit war Andreas Winkelmann fasziniert von unheimlichen Geschichten und unternahm, inspiriert durch die Romane von Stephen King, bereits als Schüler erste Schreibversuche. Nach seiner Schulausbildung studierte er Sportwissenschaften, war danach jahrelang Soldat und Ausbilder bei der Bundeswehr, arbeitete als Sportlehrer, Versicherungskaufmann, freier Redakteur und Taxifahrer, bevor er sich 2011 schließlich ganz der Schriftstellerei zuwandte.
2007 erschien im Neuer Europa Verlag sein Debütroman Der Gesang des Scherenschleifers, eine Mischung aus Horrorroman und Thriller, der 2013 unter dem Titel Der Gesang des Blutes im Rowohlt Verlag neu aufgelegt wurde. Seitdem veröffentlichte Andreas Winkelmann weitere erfolgreiche Thriller und zählt mittlerweile zu den bekanntesten deutschen Thrillerautoren. Mit Die Lieferung erreichte er im Juni 2019 erstmals Platz 1 der SPIEGEL-Bestsellerliste Taschenbuch.
Unter dem Pseudonym Hendrik Winter schrieb er außerdem Die Antwort auf Vielleicht, einen Roman, der auf wahren Begebenheiten und eigenen Erlebnissen beruht und 2019 bei Bastei Lübbe erschien.
Er ist verheiratet und lebt mit seiner Familie in der Nähe von Bremen.

## Werke

### Thriller
- Der Gesang des Scherenschleifers. Neuer Europa Verlag, Leipzig 2007, ISBN 978-3-86695-940-8 (Neuauflage unter dem Titel Der Gesang des Blutes. Rowohlt Verlag, Reinbek bei Hamburg 2013, ISBN 978-3-499-26666-9).
- Hänschen Klein. Goldmann Verlag, München 2010, ISBN 978-3-442-47125-6.
- Blinder Instinkt. Goldmann Verlag, München 2011, ISBN 978-3-442-47338-0.
- Höllental. Goldmann Verlag, München 2013, ISBN 978-3-442-47561-2.
- Killgame. Wunderlich Verlag, Reinbek bei Hamburg 2016, ISBN 978-3-8052-5080-1.
- Housesitter. Wunderlich Verlag, Reinbek bei Hamburg 2017, ISBN 978-3-8052-5102-0.
- Das Letzte, was du hörst. Rowohlt Verlag, Hamburg 2022, ISBN 978-3-499-00751-4.
- Nicht ein Wort zu viel. Rowohlt Verlag, Hamburg 2023, ISBN 978-3-499-00752-1.
- Hast du Zeit?. Rowohlt Verlag, Hamburg 2024, ISBN 978-3-499-01330-0.
- Ihr werdet sie nicht finden. Rowohlt Verlag, Hamburg 2025, ISBN 978-3-499-01331-7.

Nele Karminter-Reihe
- Tief im Wald und unter der Erde. Goldmann Verlag, München 2009, ISBN 978-3-442-46955-0.
- Bleicher Tod. Goldmann Verlag, München 2011, ISBN 978-3-442-47589-6.

Manuela Sperling-Reihe
- Deathbook. Wunderlich Verlag, Reinbek bei Hamburg 2013, ISBN 978-3-8052-5064-1.
- Wassermanns Zorn. Wunderlich Verlag, Reinbek bei Hamburg 2012, ISBN 978-3-8052-5037-5.
- Die Zucht. Wunderlich Verlag, Reinbek bei Hamburg 2015, ISBN 978-3-8052-5038-2.
- Der Schlot. epubli 2016, ISBN 978-3-7418-5767-6.

Kerner & Oswald-Reihe
- Das Haus der Mädchen. Rowohlt Verlag, Reinbek bei Hamburg 2018, ISBN 978-3-499-27516-6.
- Die Lieferung. Rowohlt Verlag, Hamburg 2019, ISBN 978-3-499-27517-3.
- Der Fahrer. Rowohlt Verlag, Hamburg 2020,  ISBN 978-3-499-00038-6.
- Die Karte. Rowohlt Verlag, Hamburg 2021, ISBN 978-3-499-00040-9.

Camping-Krimi-Reihe
- Mord im Himmelreich. Knaur, München 2024, ISBN 978-3-426-44988-2.

### Sachbücher
- Wilder wird's nicht. Auf der Suche nach Europas letzten Abenteuern (zusammen mit Markus Knüfken). Rowohlt Verlag, Reinbek bei Hamburg 2021, ISBN 978-3-499-00459-9.

### Unter dem Pseudonym Frank Kodiak
- Nummer 25. Droemer Knaur, München 2017, ISBN 978-3-426-52009-3.
- Stirb zuerst. Droemer Knaur, München 2018, ISBN 978-3-426-52010-9.
- Das Fundstück. Droemer Knaur, München 2019, ISBN 978-3-426-30756-4.

Kantzius-Reihe
- Amissa. Die Verlorenen. Droemer Knaur, München 2020, ISBN 978-3-426-30763-2.
- Amissa. Die Vermissten. Droemer Knaur, München 2021, ISBN 978-3-426-30764-9.
- Amissa. Die Überlebenden. Droemer Knaur, München 2022, ISBN 978-3-426-30784-7.

### Unter dem Pseudonym Hendrik Winter
- Die Antwort auf Vielleicht, Bastei Lübbe, Bergisch Gladbach 2019, ISBN 978-3-404-17765-3.

### Hörbuch
- Wassermanns Zorn, Argon Hörbuch 2012
- Killgame, Argon Hörbuch 2017
- Housesitter, Argon Hörbuch 2018
- Das Haus der Mädchen, Audio-To-Go 2018
- Die Lieferung, Audio-To-Go  2019
- Blinder Instinkt, Audio-To-Go 2019
- Bleicher Tod, Audio-To-Go 2019
- Hänschen klein, Audio-To-Go 2019
- Der Fahrer, Audio-To-Go  2020
- Der Zwilling, Audio-To-Go 2020
- Barrieren, Audio-To-Go 2020
- Die Karte, Audio-To-Go 2021
- Deathbook, Audio-To-Go 2021
- Der Gesang des Blutes, Audio-To-Go 2021
- Der Schlot, Audio-To-Go 2021
- Die Zucht, Audio-To-Go 2022
- Das Letzte, was du hörst, Audio-To-Go 2022
- Interaktives Hörbuch Hörgefühlt, EarReality 2022